# Істмійський конгрес
Істмійський або Коринфський конгрес (481 р. до н. е..) — конгрес 30 давньогрецьких держав, на якому було прийнято рішення спільно оборонятися від майбутнього вторгнення персів. Конгрес відбувся на Істмійському перешийку.
На цьому конгресі було вирішено створити військовий союз, який був названий Еллінським. Ядром коаліції став Пелопоннеський союз. Також було вирішено припинити всі війни між грекам, у тому числі війну Афін і Егіни. У грецькі колонії були відправлені посольства з проханням про допомогу. Технічно виконати постанови загальногрецького конгресу було складно у зв'язку з розрізненістю стародавніх греків, ворожістю між ними і міжусобними війнами. В даному союзі найбільшу військову міць мали Афіни та Спарта. При цьому спартанці мали сильне сухопутне військо, а афіняни — морський флот, створений внаслідок проведених раніше реформ Фемістокла. Коринф і Егіна таінші грецькі держави з сильним флотом, відмовилися передавати його під командування афінян. В якості компромісу командування над морськими силами було покладено на Спарту і її воєначальника Еврібіада.